# Border Ranges National Park
Border Ranges National Park är en park i Australien. Den ligger i delstaten New South Wales, i den sydöstra delen av landet, omkring 640 kilometer norr om delstatshuvudstaden Sydney. Border Ranges National Park ligger 885 meter över havet.
Runt Border Ranges National Park är det ganska glesbefolkat, med 24 invånare per kvadratkilometer.. Närmaste större samhälle är Pumpenbil, nära Border Ranges National Park. 
I omgivningarna runt Border Ranges National Park växer i huvudsak städsegrön lövskog. Genomsnittlig årsnederbörd är 1 801 millimeter. Den regnigaste månaden är januari, med i genomsnitt 320 mm nederbörd, och den torraste är oktober, med 41 mm nederbörd.